# Mohamed Habib
Mohamed Mohamed Habib (in arabo محمد محمد حبيب‎?; Alessandria d'Egitto, 11 novembre 1914 – dicembre 2007) è stato un cestista e allenatore di pallacanestro egiziano.

## Carriera
Con l'Egitto ha disputato i Giochi olimpici di Londra 1948.
Da allenatore ha guidato l'Egitto ai Campionati europei del 1953.